# Cyrtophleba rhois
Cyrtophleba rhois är en tvåvingeart som beskrevs av Townsend 1916. Cyrtophleba rhois ingår i släktet Cyrtophleba och familjen parasitflugor. Inga underarter finns listade i Catalogue of Life.